# Turangalîlasymfonin
Turangalîlasymfonin är ett stort orkesterverk av Olivier Messiaen. Det skrevs 1946-1948, på kommission av  Sergej Kusevitskij för Boston Symphony Orchestra, som uruppförde den 1949 med  Leonard Bernstein som dirigent.
Den är ett av flera verk av Messiaen som innehåller instrumentet ondes Martenot. Det har också en krävande  pianostämma.
Messiaen hävdade att verkets titel kom från två sanskritord, turanga och lîla, som tillsammans skulle betyda något i stil med "kärlekssång och hymn av glädje, tid, rörelse, rytm, liv och död."  När verket skrevs var Messiaen fascinerad av sagan om Tristan och Isolde, och Turangalîlasymfonin utgör den mittersta delen av en trilogi kompositioner med tema kärlek och död. Den första är sångcykeln Harawi (poème d'amour et de mort) och den tredje Cinq rechants för oackompanjerad kör.
Turangalîlasymfonin är skriven för tredubbla träblåsare, 4 valthorn, 5 trumpeter, 3 tromboner, 1 tuba, pianosolist, ondes Martenot-solist, klockspel, celesta, vibrafon, 5 slagverkare  och stråkar.
Symfonin har tio satser:
1. Inledning
2. Chant d'Amour I ('Kärlekssång I')
3. Turangalîla I
4. Chant d'Amour II
5. Joie du Sang des Étoiles ('Glädjen av stjärnornas blod')
6. Jardin du Sommeil d'Amour ('Kärlekens sömns trädgård')
7. Turangalîla II
8. Développement d'Amour ('Kärlekens utveckling')
9. Turangalîla III
10. Final

Fyra teman återkommer i hela verket:
- ett kraftigt tema som nästan alltid framförs fortissimo av trombonerna och som Messiaen kallade "statytemat",
- ett milt tema för klarinetterna, som han kallade "blomtemat",
- det viktigaste temat: "kärlekstemat",
- "ackordtemat", en enkel ackordföljd

## Influenser på populärkultur
I TV-serien  Futurama finns en person med namnet Turanga Leela, en referens till symfonin.